# Венеславовка

Венеславовка (укр. Венеславівка) — село,
Петровско-Роменский сельский совет,
Гадячский район,
Полтавская область,
Украина.
Код КОАТУУ — 5320485203. Население по переписи 2001 года составляло 295 человек.

## Географическое положение
Село Венеславовка находится в 3-х км от правого берега реки Хорол.
Через село протекает пересыхающая речушка Татарка.
На расстоянии до 1,5 км расположены сёла Новоселовка, Середняки и Петровка-Роменская.
Рядом проходят автомобильная дорога Т-1705 и
железная дорога, станция Венеславовка в 2-х км.

## История
- 1745 — дата основания.